# Джанкарло Джанніні
Джанка́рло Джанні́ні (італ. Giancarlo Giannini; 1 серпня 1942, Ла-Спеція, Королівство Італія) — італійський актор, кінорежисер, продюсер.

## Біографія

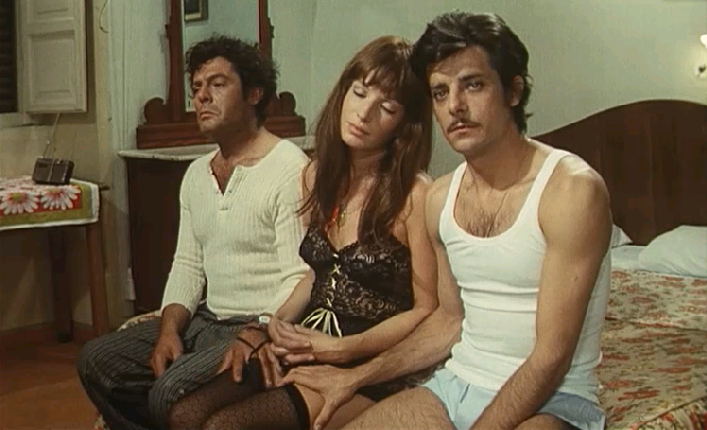
Джанкарло Джанніні (праворуч), Моніка Вітті і Марчелло Мастроянні. Кадр з фільму «Драма ревнощів: усі деталі в хроніці» (1970)

Джанкарло Джанніні народився 1 серпня 1942 року у місті Ла-Спеція району Лігурія на північному заході Італії. Спочатку він цікавився електронікою, і впродовж 10 років вивчав її в Неаполі, потім його зацікавила акторська майстерність, задля чого він вступив у 18-річному віці до Національної Академії драматичних мистецтв у Римі. Дебютував на сцені у 1961 році в ролі Пака в шекспірівській п'єсі «Сон літньої ночі». У 1965 році зіграв першу невелику роль у кіно (фільм «I criminali della metropoli»).
Став відомим завдяки ролям у низці фільмів Ліни Вертмюллер, з якою він почав працювати на початку 1960-х років, спочатку граючи ролі другого плану, а згодом і головні ролі. Ліна Вертмюллер задіяла його майже в усіх своїх стрічках, найпомітніший з яких — «Паскуаліно „Семеро красунь“» (1976). За роль ув'язненого концтабору, що принижується задля виживання, Джанкарло отримав «Оскар» у номінації за найкращу чоловічу роль (1977).
У 1968 році дебютував в американському кіно, знявшись у воєнній драмі «Анціо» та через рік у стрічці «Тайна Санта-Вітторії» (реж. Стенлі Крамер). Починаючи з 1970-х працював винятково в Італії, знімаючись здебільшого у стрічках Ліни Вертмюллер. Роль італійського сільського простака, чиї плани про вбивство Беніто Муссоліні виявляються нездійсненими через кохання до повії у «Фільмі про кохання та анархію» 1973 року принесла акторові визнання Каннського кінофестивалю де він отримав Золоту пальмову гілку у номінації «Найкращий актор»..
Окрім Ліни Вертмюллер знімався також у таких відомих режисерів, як Лукіно Вісконті («Невинний», 1976), Райнер Вернер Фассбіндер («Лілі Марлен», 1980), Ф. Ф. Копполи («Нью-йоркські історії», 1989).
З початку 1980-х почав працювати дублером, озвучуючи для італійського кіноринку акторів у голлівудських стрічках.

## Фільмографія

### Фільми
Актор
| Рік  |   | Українська назва                                     | Оригінальна назва                                          | Роль                        |
| ---- | - | ---------------------------------------------------- | ---------------------------------------------------------- | --------------------------- |
| 1965 | ф | Лібідо                                               | Libido                                                     | Кристіан                    |
| 1969 | ф | Тайна Санта-Вітторії                                 | Il segreto di Santa Vittoria                               | Фабіо                       |
| 1972 | ф | Перша ніч спокою                                     | La Prima notte di quiete                                   | Джорджіо Моска              |
| 1972 | ф | Ображена честь Мімі-металурга                        | Mimì metallurgico ferito nell'onore                        | Кармело «Мімі» Мардогео     |
| 1973 | ф | Божевільний секс                                     | Sessomatto                                                 |                             |
| 1973 | ф | Фільм про кохання та анархію                         | Film d'amore e d'anarchia                                  |                             |
| 1974 | ф | Віднесені незвичайною долею у блакитне море в серпні | Travolti da un insolito destino nell'azzurro mare d'agosto | Дженаріно Карункіо          |
| 1975 | ф | Дозор любові приходить рівно опівночі                | A Mezzanotte Va La Ronda Del Piacere                       | Джіно Бенасіо               |
| 1976 | ф | Невинний                                             | L’ Innocente                                               | Тулліо Ерміль               |
| 1976 | ф | Паскуаліно «Семеро красунь»                          | Pasqualino Settebellezze                                   | Паскуаліно Фрафузо          |
| 1980 | ф | Життя прекрасне                                      | La vita è bell                                             | Антоніо Мурільйо            |
| 1980 | ф | Лілі Марлен                                          | LiLi Marleen                                               | Роберт                      |
| 1984 | ф | Я від Піконе                                         | Mi manda Picone                                            | Сальваторе Каннавацціуоло   |
| 1986 | ф | Кров під сонцем                                      | Blood Red                                                  |                             |
| 1988 | ф | Шахраї як і ми                                       | I Picari                                                   | Гузман                      |
| 1988 | ф | Бар-закусочна "Будапешт"                             | Snack Bar Budapest                                         | Адвокат                     |
| 1989 | ф | Нью-йоркські історії                                 | New York Stories                                           | Клаудіо                     |
| 1989 | ф | Час вбивати                                          | Tempo di uccidere                                          | Майор                       |
| 1990 | ф | Доросле кохання                                      | Vita coi figli                                             | Адріано Феррі               |
| 1992 | ф | Одного разу, порушивши закон                         | Once Upon a Crime                                          | Інспектор Боннар            |
| 1993 | ф | Джованні Фальконне                                   | Giovanni Falcone                                           | Паоло Борселліно            |
| 1995 | ф | Прогулянка в хмарах                                  | A Walk in the Clouds                                       | Альберто Арагон             |
| 1996 | ф | Целулоїд                                             | Celluloide                                                 | Серджо Амідеї               |
| 1996 | ф | Вовчиця                                              | La lupa                                                    | падре Анджоліно             |
| 1997 | ф | Мутанті                                              | Mimic                                                      | Менні                       |
| 2001 | с | Дюна                                                 | Dune                                                       | Падишах-Імператор Шаддам IV |
| 2001 | ф | Франческа и Нунціата                                 | Francesca e Nunziata                                       |                             |
| 2001 | ф | Ганнібал                                             | Hannibal                                                   | Рінальдо Пацці              |
| 2002 | ф | Банкіри Бога                                         | I banchieri di Dio                                         | Флавіо Карбоні              |
| 2002 | ф | Темрява                                              | Darkness                                                   | Альберт                     |
| 2002 | ф | Дракула                                              | Dracula                                                    | професор Ван Хельсінг       |
| 2003 | ф | Три жінки                                            | L'acqua… il fuoco                                          | Давид                       |
| 2003 | ф | Мій будинок в Умбрії                                 | My House in Umbria                                         | Інспектор Джиротті          |
| 2004 | ф | Лють                                                 | Man on Fire                                                | Мігель Манзано              |
| 2006 | ф | Казино «Рояль»                                       | Casino Royale                                              | Рене Матіс                  |
| 2006 | ф | Візантійська принцеса                                | Tirant lo Blanc                                            | візантійський імператор     |
| 2008 | ф | Квант милосердя                                      | Quantum of Solace                                          | Рене Матіс                  |
| 2008 | ф | Кров і троянда                                       | Il sangue e la rosa                                        | кардинал Роспігліосі        |
| 2010 | ф | Прекрасне товариство                                 | La bella società                                           | доктор Гуаррасі             |
| 2010 | ф | Світла сторона Місяця                                | La Prima Notte della Luna                                  | Іван                        |
| 2012 | ф | Омамамія                                             | Omamamia                                                   | Лоренцо                     |
| 2012 | ф | АмериКа                                              | AmeriQua                                                   | дон Ферракане               |

Режисер
- 1987 — «Гра в числа» / Ternosecco
- 2013 — «Я заглянув у некрологи» / Ti ho cercata in tutti i necrologi

### Відеоігри
| Рік  | Назва                      | Роль           |
| ---- | -------------------------- | -------------- |
| 2012 | Call of Duty: Black Ops II | Рауль Менендез |
| 2018 | Call of Duty: Black Ops 4  | Рауль Менендез |

## Нагороди та номінації
- «Давид ді Донателло»
  - 1972 — Найкращий актор («Ображена честь Мімі-металурга»)
  - 1984 — Найкращий актор («Мене послав Піконе»)
  - 1995 — Номінація: Найкращий актор («Мій будинок в Умбрії»)
  - 1996 — Найкращий актор («Целулоїд»)
  - 2002 — Найкращий актор («Кохання і надія»)

- Срібна стрічка Італійського Національного синдикату кіножурналістів
  - 1973 — («Ображена честь Мімі-металурга»)
  - 1999 — («La stanza dello scirocco»)
  - 2001 — («Ганнібал»)

- Оскар
  - 1977 — Номінація: Найкраща чоловіча роль («Паскуаліно „Семеро красунь“»)

- Каннський кінофестиваль
  - 1973 — Приз «За найкращу чоловічу роль» («Фільм про кохання і анархію»)

- Міжнародний кінофестиваль у Сан-Себастьяні
  - 1973 — Приз Сан-Себастьяна «За найкращу чоловічу роль» («Це я!»)

- Великий офіцер ордена «За заслуги перед Італінською Республікою» (28 травня 2003 року)[5]
- Командор ордена ордена «За заслуги перед Італінською Республікою» (2 червня 1995 року)[6]

## Родина та особисте життя
Був одружений (1967–1975) на акторці Лівії Джіампалмо. У цьому шлюбі має двох синів — Адріано і Лоренцо.